# Belem Guerrero
Belem Guerrero Méndez (* 8. März 1974 in Mexiko-Stadt) ist eine ehemalige mexikanische Radrennfahrerin, die auf Bahn und Straße aktiv war. Sie gehörte gemeinsam mit ihrer Landsfrau Nancy Contreras zu den dominierenden Radsportlerinnen ihres Landes Ende der 1990er und in den 2000er Jahren.

## Sportlicher Werdegang
Belem Guerreros Spezialität war das Punktefahren. 1997 konnte sie sich erstmals in dieser Disziplin bei UCI-Bahn-Weltmeisterschaften auf dem Podiums platzieren, als sie in Perth Dritte wurde. Weitere Erfolge im Punktefahren bei Bahn-Weltmeisterschaften waren 1997 der zweite Platz in Bordeaux, 2001 in Antwerpen sowie 2004 in Melbourne jeweils der dritte Platz. 2002 gewann sie das Straßenrennen der Frauen bei den Panamerikanischen Meisterschaften.
Bei den Panamerikanischen Spielen 2007 im venezolanischen Valencia siegte Belem Guerrero im Punktefahren auf der Bahn und bei den Panamerikanischen Spielen im selben Jahr in Rio de Janeiro belegte sie einen zweiten Platz im Straßenrennen.
Dreimal nahm Guerrero an Olympischen Spielen teil, 1996 in Atlanta, 2000 in Sydney und 2004 in Athen. Bei den Spielen in Athen errang sie eine Silbermedaille im Punktefahren, im Straßenrennen belegte sie den 46. Platz.
Im Juli 2008 erklärte Belem Guerrero Méndez ihren Rücktritt vom aktiven Radsport.

## Doping
1998 wurde Guerrero anlässlich der Zentralamerika- und Karibikspiele positiv auf das Mittel Pseudoephedrin getestet und musste ihre dort errungenen Medaillen zurückgeben.

## Berufliches
Nach dem Ende ihrer Radsportlaufbahn wurde Belem Guerrero Sportministerin im Bundesstaat Mexiko (Stand 2014).

## Erfolge

### Bahn
1995
- Panamerikameisterschaft – Punktefahren
- Panamerikameisterschaft – Einerverfolgung

1997
- Weltmeisterschaft – Punktefahren

1998
- Weltmeisterschaft – Punktefahren

2002
- Bahnrad-Weltcup in Monterrey – Punktefahren

2004
- Olympische Spiele – Punktefahren
- Weltmeisterschaft – Punktefahren

2007
- Panamerikameisterin – Punktefahren

2012
- Mexikanische Meisterin – Straßenrennen

### Straße
2001
- Panamerikameisterschaft – Straßenrennen
- Mexikanische Meisterin – Straßenrennen

2003
- Panamerikameisterschaft – Punktefahren

2007
- Panamerikameisterschaft – Straßenrennen

2008
- Panamerikameisterschaft – Straßenrennen